# Hans Lauritzen Blix

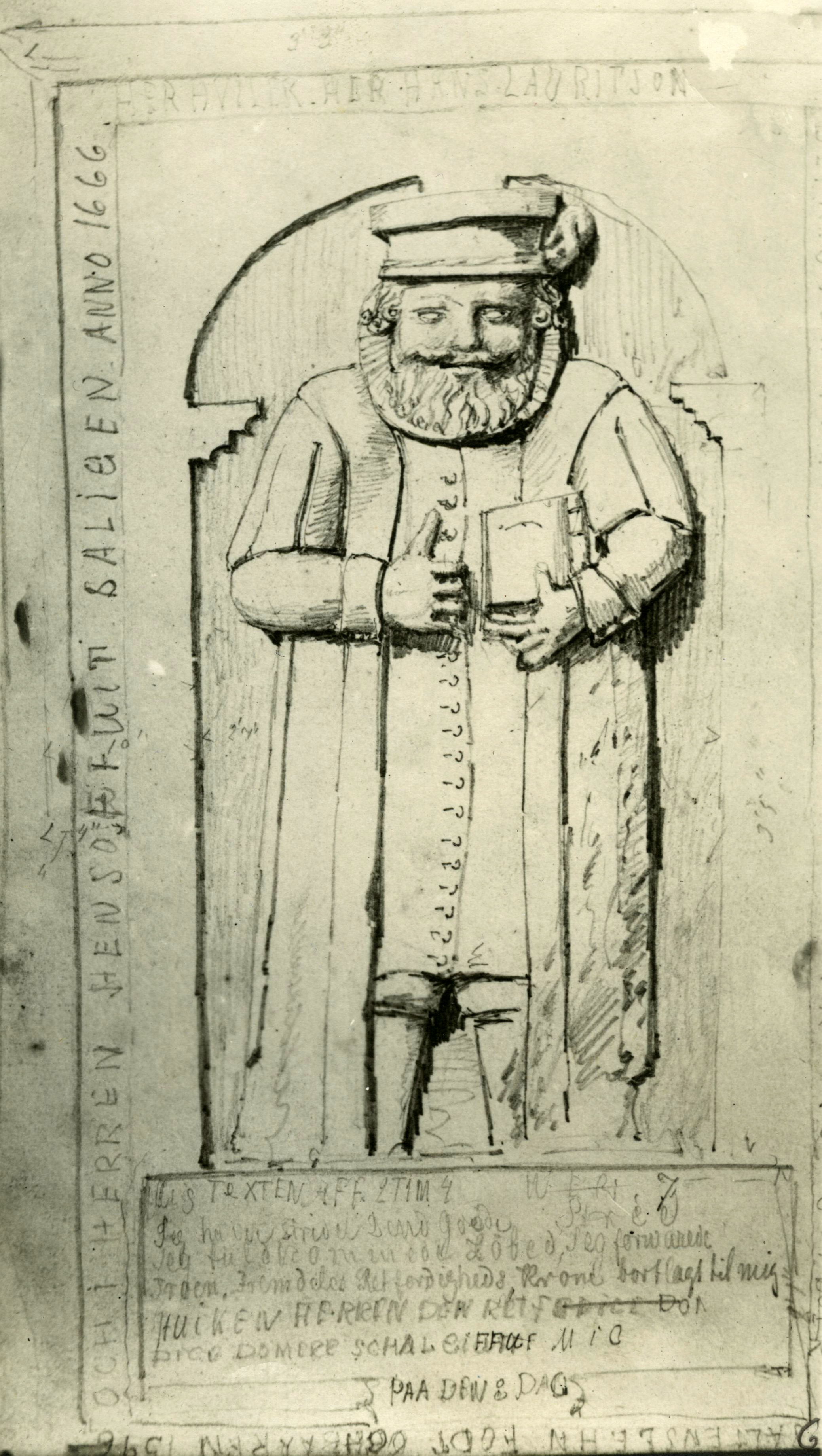
Skiss av Hans Blix Lauritzons gravsten i Bodinkyrkan. Texten lyder (på nusvenska): HÄR VILAR HERR HANS LAURITSON BLIX. SOCKENHERRE TILL BAADE GIELD OCH PROST ÖVER SALTENS LÄN FÖDD OCH BUREN ANNO 1596 OCH I HERREN SALIGEN INSOMNAD ANNO 1666. Trondheims stadsarkiv.

Hans Lauritzen Blix, född 1596 på Lövön i Jämtland , död 27 juni 1666 i Gildeskål i Bodø i Nordnorge, var en norsk kyrkoherde. Han var son till Lauritz Mogensen Blix och Gollaug Morgensdatter. Jämtland var på denna tid en del av Norge.
Hans Blix Lauritzen registrerades som student vid Köpenhamns universitet år 1617, och fick redan i ett kungligt brev från den 10 maj 1619 tillstånd att vara kaplan tillsammans med sin far, som en tjänst han och hans far fick av danske kungen Christian IV för att de hade varit trogna Norge under kriget mot Sverige. År 1622, vid 26 års ålder, utsågs han till kyrkoherde i Bodø, och från 1641 även till prost för Salten, en utnämning som tyder på att han inte var glömd av kungen.
Hans Blix Lauritzen var en av de rikaste och mest framstående präster i Nordland på 1600-talet. Han bedrev storskalig jordbruks- och fartygsverksamhet, och han var också fartygskapten. Han fick en viktig plats i Nordnorges historia. Måleri av Hans Lauritzen Blix återfinnes i Bodins kyrka. Han gifte sig 1624 med Ingeborg Svendsdatter (1603-1687), och är anfader till många i släkten Blix.